# Ponte di Santa Quiteria
Il ponte di Santa Quiteria o ponte medievale di Santa Quiteria (Pont de Santa Quitèria in valenciano e Puente de Santa Quiteria in spagnolo) è un ponte ad arco che si trova sul fiume Mijares, tra i comuni di Vila-real e Almazora, entrambi situati nella provincia di Castellón, all'interno della Comunità Valenzana, in Spagna. Per il ponte passa il "Camí Real" o strada reale, vicino all'eremo di Santa Quiteria, a Almassora. È anche conosciuto come ponte romano del Mijares.
Il ponte è Bien de Interés Cultural, con l'annotazione numero RI-51-0011536, del 16 giugno 2006.